# Előleg
Az előleg olyan pénzösszeg vagy egyéb dolog (pl. termék)  más számára való juttatása még azelőtt, hogy az előlegben részesülő fél a szerződéses vagy egyéb kötelezettségét teljesítené.

## Előleg az adásvételnél
Az adásvételi szerződésben a felek megállapodhatnak abban, hogy a vevő a vételárat a szerződésben megjelölt időpontokban és részletekben fizeti meg. Az előleget (vételárrészletet) a teljes vételárba be kell számítani, és amennyiben a szerződés utóbb mégis meghiúsul, a már megfizetett előleg visszajár.
Adásvételi szerződés megkötésekor a szerződő felek gyakran úgy állapodnak meg, hogy a vevő a vételárat a szerződésben jelölt részletekben és különböző időpontokban fizeti meg. Az előleg a vételárba beleszámít. Ha a szerződés később meghiúsul, a kifizetett előleg visszajár.

### Az előleg és a foglaló
Előfordul, hogy az előleget összetévesztik a foglalóval. Alapvető különbség a kettő között, hogy míg az előleg mindig visszajár a szerződés meghiúsulása esetén, a foglaló azonban nem. A Polgári Törvénykönyv nem határozza meg az előlegnek sem a fogalmát, és nem ír elő kötelező mértéket. Ezzel szemben a foglaló alapvető szabályait a Polgári Törvénykönyv tartalmazza.